# Killer Queen
A Killer Queen a második dal a brit Queen rockegyüttes 1974-es Sheer Heart Attack albumáról. A szerzője Freddie Mercury énekes volt, aki a század eleji kabarézenét felidézve a „nagymentő prostituáltakról” akart dalt írni. A végeredmény jelentősen könnyedebb és slágeresebb lett, mint az addigi kemény hangzásúak. Kislemezen is megjelent 1974. október 11-én, és a második helyet érte el a brit slágerlistán. Sikeréhez hozzájárult az is, hogy előadták a népszerű Top of the Pops című tévéműsorban.
A kislemez fordulópontot jelentett az addig küszködő zenekar számára, hiszen végre sikerült olyan dalt kiadniuk, amely egyrészt megmutatta a stílusukat, de egyben sikeres volt mind kritikailag, mind kereskedelmileg. A zenei sajtóban nagyrészt jókat írtak róla, az NME szerint például annak bizonyítéka, hogy a Queen nem egyslágeres együttes. Az 1970-es években rendszeresen játszották koncertjeiken, 1982-től kezdve egyre ritkábban. 1975-ben Mercury Ivor Novello-díjat kapott érte.

## Háttér és felvételek
Mercury elmondása szerint gyorsan, egyetlen szombati nap alatt megírta a dal alapjait. Általános munkastílusával ellentétben, először a szöveg jutott az eszébe, majd annak kifinomultságához igazítva építette fel később a zenét. Állítása szerint „egy elit körökben forgó prostituáltról szól. Azt próbáltam meg elmondani, hogy az előkelő emberek is lehetnek kurvák. A dal erről szól, bár jobb szeretem, ha mindenki maga értelmezi, és azt ért a sorok alatt, amit akar.” Eric Hall, az EMI kiadó munkatársa később viszont azt mondta, hogy Mercury neki írta, miután visszautasította Mercury közeledését. „Írtam neked egy dalt, mondta. Én vagyok a királynő (queen), te pedig a gyilkos (killer), mert nem kaphatlak meg”. A szövegben Mercury megemlíti a Moët & Chandon pezsgőmárkát, a japán kultúra kedvelőjeként a gésákat, valamint Kennedy és Hruscsov nevét. A „Let them eat cake, she says, just like Marie Antoinette” sorral a királynéhoz kapcsolódó anekdotára utal, amely szerint amikor Marie Antoinette meghallotta, hogy a nép lázong, mert nincs kenyér, azt mondta: „miért nem esznek akkor kalácsot?”
A felvétel egészen megerőltetőnek bizonyult, újra és újra felvették rengeteg alkalommal, hogy megkapják a legjobbnak tűnő változatot. Egy anekdota szerint egy átdolgozott nap végén Roy Baker producer újabb változatot akart felvenni az énekből, de Mercury a stúdió kávézójában ülve nem volt hajlandó énekelni, azt mondván: „Én ugyan föl nem állok erről a székről!”. Ekkor Baker utasítására a stúdiószemélyzet székestől cipelte a mikrofon elé. Ez idő alatt Brian May, az együttes gitárosa kórházban lábadozott, mert megbetegedett az együttes első amerikai turnéján. Visszatértekor a „Killer Queen” volt az első dal, amellyel szembesülnie kellett. Maynek nem nyerte el a tetszését, főleg a nyers háttérvokál, ezért rengeteg mindent újra fel kellett venni.

## Zene
Tanulva a bonyolult, nehezen emészthető Queen II fogadtatásából, a Sheer Heart Attack felvételei előtt az együttes úgy kezdett neki a munkának, hogy kifejezetten könnyen megérthető slágerdalokat írnak. Baker ebben partnerük volt: „akkor csináljuk igazán sikeres slágereket”, mondta. Ennek legjobb példája a „Killer Queen”, amely May szerint „tökéletes popfelvétel”. Az alapját játékos – némileg a Beatles „Penny Lane”-jére emlékeztető – zongoralap adja, és az elektromos gitárral párosulva végig könnyed, kabarészerű hangulatot kölcsönöz a dalnak. Mercury is érezte az ódivatúságát: „Az emberek energiadús hard rockra számítanak a Queentől, de ezen a kislemezen majdnem úgy érzed, mintha Noël Coward énekelné. Egy a „keménykalap, fekete nadrágtartó” típusú számokból.” A dal 4/4-es ütemű, Esz dúrban íródott, és közepesen gyors, percenként 112-es a ritmusa.
Maynek már akkor határozott elképzelése volt a gitárjáték stílusát illetően, amikor még csak az előre felvett éneket hallotta. A Red Special alaphangzásának „édes”, kitartott tónusát egy Vox AC30-as erősítő, és a John Deacon basszusgitáros által épített Deaky Amp túlvezérelt kombinációjával hozta létre. A gitárszóló stílusában a 20. századi klasszikus zeneszerző, Mantovani hangzására törekedett: „öntudatos kísérlet volt, hogy létrehozzak egy harangszerű effektet, amelyet Mantovani zenéjében hallottam. Azoknak, akik nem ismerik: Mantovani karmester volt, aki instrumentális könnyűzenét készített – eléggé kedvelt romantikus zenéje volt a szüleim generációjának. Ő volt az, aki létrehozta a „cascading strings” nevű technikát. Először hallottam ezt a csillogó, harangszerű effektet húros hangszeren a „Charmaine”-ben, az egyik nagy slágerében, és hihetetlenül izgatott a hangja.” May ezt a „Chermaine”-ben megfigyelt effektust vélte felfedezni az általa kedvelt Temperance Seven dixieland zenekar megszólalásában is, de fúvós hangszereken. Ugyanezt a hatást úgy képzelte elérni elektromos gitáron, hogy három külön sávra rögzítette a gitárhangot. Elindult az első hang, majd mielőtt lecsengett volna, elindult am második, összeköttetésként a harmadik felé, majd mielőtt az is lecsengett volna, újraindult az első, így tovább, újra és újra, minden hang kitartott a következőig. Ezáltal a Mantovani-hangzáshoz hasonlóan olyan visszhangszerű érzést keltett, mintha egy nagy teremben játszotta volna.

## Megjelenés és fogadtatás
A kritikusok dicsérték, az NME szerint „bebizonyítja, a Queen nem egyslágeres együttes lesz”, a Sounds szerint pedig „néha bonyolult, de mindvégig hangos és meggyőző”. Bud Scoppa a Rolling Stone lapjain hatásvadásznak tartotta: „meglepően könnyed példája a Queen tudásának és ügyességének, arra tervezték – mint mindent, amit ez az együttes valaha is csinált – hogy a közönség csodálkozzon és lepődjön meg rajta.” 1975-ben Mercury Ivor Novello-díjat kapott a dalért. Greg Prato az AllMusic oldalán az együttes legelső popslágerének nevezte: „Ha egyetlen dalt meg lehetne jelölni, mint a Queen »rádióbarát« korszakának kezdetét, az az első amerikai slágerük lenne, a »Killer Queen«. […] a dal a régmúlt idők kabarézenéjét idézi fel, emellett viszont megmutatja azt is, hogyan lett a Queen rövid idő alatt a power pop mestere – a »Killer Queen« előtt az együttes még a Zep-szerű heavy metálra szakosodott, apró kiszámíthatatlan prog-rock beütéssel.”
1974. október 14-én dupla A oldalas kislemezen jelent meg a „Flick of the Wrist” című dallal a másik oldalán. Kedvező fogadtatásban részesült, különösen Angliában, ahol a második helyet érte el a slágerlistán, több magazin listáján az első lett, és több mint 200 ezres eladással ezüstlemez lett. Amerikában kisebb volt a sikere, de így is tizenkettedik lett a Billboard Hot 100-on. „Amikor kijött a dal, mindenki nagyon jól eladhatónak tartotta. Aggódtam, hogy az emberek ez alapján besorolnak minket egy kategóriába… A Sheer Heart Attack számunkra nagyrészt keménynek és piszkosnak tűnt, és a „Killer Queen” volt a legkönnyedebb, legtisztább dala… De amikor meghallottam a rádióban azt gondoltam, mégiscsak egy jól összerakott dal, és büszke voltam rá. Plusz nagy sláger lett, hát le van szarva.” – mondta May a sikeréről. Forgattak egy videóklipet is a dalhoz, amelyet lejátszott a Top of the Pops tévéműsor. 1974 és 1980 között rendszeresen játszották a koncerteken, több dallal összefűzve, egy hosszabba egyvelegben (medley). Az 1981-es turnékon már nem játszották, csak az 1984-es The Works turnén, de az azt követő Magic Touron sem. Felkerült az 1979-es Live Killers koncertalbumra, és a We Will Rock You koncertfilmre. A szövege miatt a 2001. szeptember 11-ei terrortámadások után a Clear Channel médiacsoport az amerikai rádiókban lejátszásra nem ajánlott dalok közé sorolta.

## Feldolgozások
- A skót Travis alternatív rock együttes feldolgozása a 2001-es „Sing” kislemezükön jelent meg.
- A Killer Queen: A Tribute to Queen tribute albumon a kanadai Sum 41 punkegyüttes dolgozta fel.
- Több másik Queen dal mellett szerepelt a Rock Band elnevezésű virtuális gitár játék internetről letölthető dalai között.[18]

## Közreműködők
- Ének: Freddie Mercury
- Háttérvokál: Freddie Mercury, Brian May, Roger Taylor

Hangszerek:
- Roger Taylor: Ludwig dobfelszerelés, harangjáték
- John Deacon: Fender Precision Bass
- Brian May: Red Special
- Freddie Mercury: Chappell zongora

## Kiadás és helyezések
| Év   | Ország                    | Helyezés |
| ---- | ------------------------- | -------- |
| 1974 | Brit kislemezlista        | 2        |
| 1974 | Amerika Billboard Hot 100 | 12       |
| 1974 | Ausztriai kislemezlista   | 10       |
| 1974 | Belga kislemezlista       | 7        |
| 1974 | Hollandiai kislemezlista  | 3        |
| 1974 | Ír slágerlista            | 2        |
| 1974 | Német kislemezlista       | 12       |
| 1974 | Norvég kislemezlista      | 4        |

| Ország       | Eladási minősítés | Eladás   |
| ------------ | ----------------- | -------- |
| Anglia (BPI) | ezüst             | 200 000+ |